# Roberto Sanesi
Pour les articles homonymes, voir Sanesi.
Roberto Sanesi, né le 18 janvier 1930 à Milan, et mort le 2 janvier 2001 dans la même ville, est un critique d'art, historien de l'art, poète et essayiste italien.

## Œuvres

### Poésie
- Il feroce equilibrio, Guanda, Parma 1957
- Rapporto informativo, Feltrinelli, Milano 1966
- L'improvviso di Milano, Guanda, Parma 1969
- Stultifera, poesia 1978 - acquaforte, acquatinta di Antonio Papasso - Studio Bibliografico Marini
- Alterego & altre ipotesi, Munt Press, Samedan 1974; ristampa con inediti in Il secondo profilo di Alterego, Seledizioni, Bologna 1982
- La cosa scritta, Guanda, Milano 1981
- Recitazione obbligata, Guanda, Milano 1981
- Téchne, Scheiwiller, Milano 1984
- La differenza, Garzanti, Milano 1988
- Senza titolo, Book Editore, Castel Maggiore 1989
- Dialogo di Yuste, Book Editore, Castel Maggiore 1991 (teatro in versi)
- Visible, Book Editore, Castel Maggiore 1991 (scrittura visuale)
- Mercurio, Scheiwiller, Milano 1994 (raccolta)
- L'incendio di Milano e altre poesie 1957-1989, Book Editore, Castel Maggiore 1995 (antologia a cura di Vincenzo Guarracino)
- Il primo giorno di primavera, Book Editore, Castel Maggiore 2000
- L'interrogazione infinita: Roberto Sanesi poeta, a cura di Giuseppe Langella, prefazione di Giovanni Raboni, con un'appendice di inediti e rari, Interlinea, Novara, 2004
- Dieci poemetti, La Vita Felice, 2009

### Prose
- La polvere e il giaguaro, Palazzi, Milano 1972; Book Editore, Castel Maggiore 1990
- Malbianco, Do Soul, Milano 1980
- Lettera seconda, Il paniere, Verona 1980
- Carte di transito, Amadeus, Montebelluna 1989

### Non-fiction et critique
- Dylan Thomas, Lerici, Milan, 1960; Garzanti, Milan, 1977; Editori Riuniti, Rome, 1994.
- T. S. Eliot, CEI, Milan, 1966.
- Byron, CEI, Milano 1966; Luisè, Rimini 1990.
- The Graphic Work of Ceri Richards, Cerastico, Milan, 1973.
- Hans Richter, La Nuova Foglio, Macerata, 1975.
- Nella coscia del gigante bianco, La Nuova Foglio, Macerata, 1976.
- Saggi sul linguaggio organico di Henry Moore, fotografie di Maria Mulas (nata a Manerba 1935), La Nuova Foglio, Macerata, 1977.
- Taliesin a Gower, Sandro Maria Rosso, Biella, 1978.
- Annotazioni sul linguaggio di Hans Richter fotografie di Maria Mulas (nata a Manerba 1935). La Nuova Foglio, 1978.
- Umberto Pettinicchio, Raffaellino De Grada, Laboratorio delle Arti, Milan, 1979.
- Graham Sutherland, Zarathustra, Milan, 1979.
- Emilio Scanavino, La Nuova Foglio, Macerata, 1979.
- La valle della visione, Garzanti, Milan, 1985.
- Blake & Newton: appunti per una lezione, Book Editore, Castel Maggiore, 1993.
- La trasparenza dell'ombra, Stamperia dell'Arancio, Grottammare, 1995.
- Curva di fuga, incisioni di Giovanni Bonaldi con poesie e scritti inediti di Alda Merini, introduzione di Roberto Sanesi, la copertina in pergamena contiene 14 quartini di 44 × 31 cm, edizione numerata dalle edizioni dell'Ariete, Crema, 1997.

### Anthologies
- Poesia inglese del dopoguerra, Schwarz, Milano 1958
- Poeti americani 1900-1956, Feltrinelli, Milano 1958
- Poeti inglesi del '900, Bompiani, Milano 1960; nuova ed. 1978 e 1991
- Poesie scelte di Salvatore Quasimodo, Guanda, Parma 1960
- Poeti metafisici inglesi del Seicento, Guanda, Parma 1961; nuova ed. 1976 e 1990
- Poemi anglosassoni, Lerici, Milano 1966; Guanda, Milano 1975
- Dizionario di centouno capolavori della letteratura inglese, Bompiani, Milano 1966
- Le 100 poesie più belle della letteratura italiana, Euroclub, 1990